# Прикрај Крижевачки
Прикрај Крижевачки је насељено место у саставу града Крижеваца у Копривничко-крижевачкој жупанији, Република Хрватска.

## Историја
До територијалне реорганизације у Хрватској налазио се у саставу бивше велике општине Крижевци.

## Становништво
На попису становништва 2011. године, Прикрај Крижевачки је имао 194 становника.

## Попис1991.
На попису становништва 1991. године, насељено место Прикрај Крижевачки је имало 230 становника, следећег националног састава:
| Попис 1991.‍ | Попис 1991.‍ | Попис 1991.‍ | Попис 1991.‍ | Попис 1991.‍ |
| ----------- | ----------- | ----------- | ----------- | ----------- |
|             |             |             |             |             |
| Хрвати      | Хрвати      |             | 229         | 99,56%      |
| Срби        | Срби        |             | 1           | 0,43%       |
| укупно: 230 |             |             |             |             |